# Augouardia letestui
Augouardia letestui ist ein Baum aus der Familie der Hülsenfrüchtler, in der Unterfamilie der Johannisbrotgewächse, der nur in Gabun und in einem kleinen Gebiet im angrenzenden Kongo vorkommt. Es ist die einzige Art der Gattung Augouardia.

## Beschreibung
Augouardia letestui wächst als 10–20 Meter hoher Baum.
Die gestielten Laubblätter sind paarig, wechselnd bis gegenständig, gefiedert mit nur 4–5 Paaren Fiederblättchen. Die unterseits helleren, leicht ledrigen, kurz gestielte Blättchen sind ganzrandig und eiförmig bis elliptisch, sowie zugespitzt bis geschwänzt. Die Nervatur ist gefiedert, mit oberseits hellerer und unterseits dunklerer, leicht hervortretenden Mitterader. Es sind abfallende Nebenblätter vorhanden.
Es werden endständige, vielblütige und rispige Blütenstände gebildet. Die zwittrigen, fast sitzenden und weißen Blüten besitzen eine einfache Blütenhülle. Sie sind von zwei kleinen und weißen Vor- oder Hochblättern unterlegt, die kleinen Deckblätter sind abfallend. Bei den Blüten sind vier weiße und verkehrt-eiförmige, sowie bootförmige Kelchblätter vorhanden, die Petalen fehlen. Es sind lange, jeweils einseitig angeordnete, 3–4 fertile, basal verwachsene Staubblätter mit dicklichen und weißen Staubfäden und andererseits 3–4 freie und priemenförmige, weiße Staminodien vorhanden. Es ist ein oberständiger, länglicher und sitzender Fruchtknoten mit einem langen, weißen und gebogenen Griffel mit kleiner, kopfiger Narbe vorhanden.
Es werden Hülsenfrüchte gebildet. Die jungen Früchte sind violett.

## Systematik
Die Erstbeschreibung der Gattung Augouardia und der Art Augouardia letestui erfolgte 1924 durch François Pellegrin in Bull. Soc. Bot. France 71: 310. Der Gattungsname ehrt den französischen Missionar und Afrikaforscher Prosper Philippe Augouard (1852–1921).